# Teletón (Colombia)
Teletón es un evento televisivo y multiplataforma de 27 horas de duración que tiene como objetivo el funcionamiento y mantenimiento de una red nacional de centros de rehabilitación para personas con discapacidad física. Actualmente existen tres centros; dos ubicados en Bogotá y uno en Soacha.
Desde 2019 el Instituto de rehabilitación Roosevelt asumió la dirección de Teletón, con dicho negocio se creó Roosevelt – Teletón, la red de rehabilitación más grande del país, ampliando su cobertura a nivel nacional. El hecho que Teletón es integrada a la Organización Internacional de Teletones (Oritel) forma parte de la red de rehabilitación más grande del continente.

## Historia

### Primera etapa (1980-1995)
Teletón Colombia es precedida por la versión del programa en Chile que en 1978 comenzó a emitirse y su presentador Don Francisco decide implementar el programa a los países de la región. En Colombia fue iniciativa del presentador Carlos Pinzón. Su primera campaña fue realizada los días 5 y 6 de diciembre de 1980 y emitida en color a través de los entonces tres canales públicos de Inravisión bajo el lema "Es cuestión de humanidad". La meta propuesta para aquella ocasión fue de $ 50 000 000, cifra que fue superada ampliamente con $ 102 357 243. La emisión fue organizada por las programadoras Caracol Televisión, RTI Televisión, Jorge Barón Televisión, RCN Televisión, Producciones JES y Producciones PUNCH, las mismas que realizaban los programas de Pinzón. Con esta campaña se construyó el primer centro de rehabilitación en 1982 en Chía, Cundinamarca.
El último evento de esta primera etapa se celebró el 25 de diciembre de 1995. Al salir del aire el evento y al no contar con los recursos para operar el centro de rehabilitación, se asocia a la Clínica de la Sábana y se mantienen los servicios de rehabilitación a las personas con discapacidad.

### La fundación sin la campaña (1996-2009)
En 1998 se crea la Organización Internacional de Teletones (Oritel) con sede en Santiago de Chile. Actualmente cuenta con varias naciones del continente americano entre las cuales son: Chile, Puerto Rico, Paraguay, Perú, Uruguay, Nicaragua, Honduras, El Salvador, Guatemala, Colombia y Estados Unidos.
En 2008 se revisa la asociación y se toma la decisión de finalizarla, y se vende el centro de rehabilitación a la Clínica Universidad de la Sábana, venta que se concreta en 2009. Desde ese año, la Fundación Teletón no tiene ninguna relación con la Clínica Universidad de la Sabana.

### Segunda etapa (2010-2015)
Luego de 15 años sin realizarse el evento anual de recaudo, a finales de 2010 regresa el evento.1 el cual fue emitido los días 17 y 18 de diciembre en los canales Caracol Televisión y RCN Televisión (incluyendo sus respectivas señales internacionales) bajo el lema "Cuando tú te mueves, Colombia se mueve" y una meta de 8 000 000 000 pesos colombianos.23 En esa oportunidad, la Fundación Teletón colaboró con la ola invernal que atravesó el país, permitiendo que la ciudadanía aportara a la ola invernal y a la Fundación Teletón. La meta fue superada y Teletón logró $10.053.341.561, y para los damnificados de la ola invernal se lograron, $11.023.862.946. Ambos recaudos fueron auditados por la firma internacional KPMG.
Con la venta del centro de rehabilitación en Chía, y el recaudo realizado a finales de 2010, se construye, se dota y se pone en operación el Centro de Manizales. La Alcaldía de Manizales proporcionó el lote, la Fundación Teletón construyó, dotó y puso en operación en centro de rehabilitación en junio de 2011.
El evento Teletón 2011 con el lema “Necesitamos que el primer paso lo des tú” se logra un recaudo adicional permite que en 2012, se construye, dota y pone en operación los centros ubicados en Soacha (Cundinamarca) de 5387 m²; en Barranquilla en un comodato con la Cruz Roja de Atlántico con 2909 m²; Centro Cartagena con 602 m². En alianza con la Orden de Malta se trabaja en un pequeño centro en el barrio Rafael Uribe Uribe.
En 2013 el evento Teletón logra un recaudo de $10.659.397.531, dinero destinado a sostener los 4 Centros de rehabilitación y la consolidación de servicios que permitieron la atención de 14 080 usuarios en condición de discapacidad física o motora, a nivel nacional para el año en curso.
Como es tradicional, la meta de cada evento se toma con el último cómputo del evento anterior, más un peso. En 2014, se superan dos metas. La inicial superó los $ 10.659.397.531 pesos, lográndose al final del evento llegar a $13.001.748.128, dinero que logró un total de 106188 atenciones a nivel nacional y 13.048 usuarios atendidos, además de haberles proporcionado dispositivos de apoyo tales como: sillas de ruedas; prótesis; órtesis; entre otros.
En 2014 la Fundación Teletón se compromete a explorar la construcción de un centro en Bogotá promesa de la primera piedra para la construcción del Centro de Rehabilitación de Bogotá que buscaba abrir sus puertas el segundo semestre del 2016 y esperaba atender cerca de 5 000 usuarios.
En 2015 con una jornada extendida a 28 horas, se logra un recaudo de $13.062.930.883 destinados a seguir operando los 4 centros de rehabilitación, Teletón cubren los costos de más del 90% de todos los usuarios atendidos; dotar el nuevo Centro de Rehabilitación Bogotá, ubicado en Teusaquillo; y convenios con fundaciones ubicadas en ciudades donde no se encuentran centros de Teletón que son: Cali; Cerrito Valle; y Bucaramanga. Se adquirió un edificio de más de 30 años de construcción, remodelado, ubicado en una zona de patrimonio cultural.

### 2016 - actual
En 2016, el evento Teletón tuvo lugar en el Centro de Convenciones Gónzalo Jiménez de Quesada el 26 y 27 de febrero. La meta era $13.062.930.883, lográndose un total de $ 10.298.608.242 Las encuestas realizadas pre y posevento indican que la ciudadanía tenía una percepción de crisis económica, que les permitió ver el programa; sin embargo decidieron no donar, lo que fue impulsionado por la protesta de grupos políticos que supuestamente defienden los derechos de las personas con discapacidad. No haber llegado a la meta en este año significó aplazar proyectos de crecimiento y la puesta en funcionamiento del quinto centro de rehabilitación ubicado en Bogotá. Las empresas mantuvieron el porcentaje tradicional del 25% del total de la meta. Fue la ciudadanía que decidió no participar, tendencia que se ha presentado en los últimos años.
En 2017 se realiza el evento Teletón el 24 y 25 de febrero en el Colegio Agustiano de Ciudad Salitre, Bogotá. La meta era $10.298.608.242, lográndose $7.605.011.199, y en 2018 se realizó el 23 y 24 de febrero, cuando se recaudaron unos $ 5.365 millones, $ 2.200 millones por debajo de la meta. Luego de la Teletón 2018, la fundación garantizó que por el recaudo cada vez menor, además de cancelar el proyecto del centro de rehabilitación en Bogotá, cerraría al menos un centro de rehabilitación por no tener condiciones de mantener cuatro centros de rehabilitación sin la ayuda del Estado y con tan pocos recursos. Lo que sucedió fue aún más delicado que lo anunciado. En marzo Teletón cerró sus puertas en Cartagena, y en mayo cerró su centro en Barranquilla, quedándose solamente con los centros de Manizales y Soacha. En vista de esta difícil situación, que afecta de forma importante a miles de colombianos que se han beneficido durante años de programas de rehabilitación funcional, psicológica y social; los directivos de la Fundación Teletón han estado buscando oportunidades de sostenibilidad para mantener el legado de esta organización, para ello han estado en conversaciones con un posible aliado estratégico con el que tiene importantes afinidades en el campo de la rehabilitación y que de igual manera ha realizado grandes contribuciones al país mediante su destacado trabajo en la prestación de servicios de salud.  Se espera que pronto se conozca el resultado de las conversaciones.
En 2019 Teletón anunció que para la versión 2019 se acordó una alianza con el Hospital Universitario Instituto Roosevelt de Bogotá con ese convenio, la fundación es administrada por el Instituto y los servicios serán pagados por el sistema de salud. Para el evento multipantalla Teletón anunció que no se realizará sólo para la televisión, sino también estará vía streaming por internet.

## Resumen histórico
| Año                                                                                     | Fecha                       | Lema                                                                  | Meta                                               | Recaudación                                        | Lugar                                                      |
| --------------------------------------------------------------------------------------- | --------------------------- | --------------------------------------------------------------------- | -------------------------------------------------- | -------------------------------------------------- | ---------------------------------------------------------- |
| 1980                                                                                    | 5 y 6 de diciembre          | Es cuestion de Humanidad                                              | $ 50 000                                           | $ 102 357 243                                      | Teatro Jorge Eliécer Gaitán                                |
| 1981                                                                                    | 4 y 5 de diciembre          | Es cuestion de Humanidad                                              | $ 102 000                                          | $ 120 240 000                                      | Teatro Jorge Eliécer Gaitán                                |
| 1982                                                                                    | 10 y 11 de diciembre        | De pie Colombia                                                       | $ 120 000                                          | $ 81 540 548                                       | Teatro Jorge Eliécer Gaitán                                |
| 1983                                                                                    | 16 y 17 de diciembre        | Símbolo de la bondad colombiana                                       | $ 80 000                                           | $ 82 026 242                                       | Teatro Jorge Eliécer Gaitán                                |
| 1984                                                                                    | 14 y 15 de diciembre        | La oportunidad que tu corazón esperaba                                | $ 82 300 000                                       | $ 60 025 354                                       | Teatro Jorge Eliécer Gaitán                                |
| Se canceló la edición 1985, aplazándose para 1986 con nueva fecha.                      |                             |                                                                       |                                                    |                                                    |                                                            |
| 1986                                                                                    | 27 y 28 de junio            | Nuestra gran obra                                                     | $ 63 000                                           | $ 82 771 117                                       | Centro de Convenciones Gonzalo Jiménez de Quesada (Bogotá) |
| 1987                                                                                    | 26 y 27 de junio            | Disfruta de lo que tienes y alégrate de compartirlo... Un poquito     | $ 83 000                                           | $ 85 085 087                                       | Centro de Convenciones Gonzalo Jiménez de Quesada (Bogotá) |
| 1988                                                                                    | 24 y 25 de junio            | ¡Arriba Colombia!                                                     | $ 90 000                                           | $ 105 786 659                                      | Centro de Convenciones Gonzalo Jiménez de Quesada (Bogotá) |
| 1989                                                                                    | 23 y 24 de junio            | Una obra que camina                                                   | $ 105 000                                          | $ 107 000                                          | Centro de Convenciones Gonzalo Jiménez de Quesada (Bogotá) |
| 1990                                                                                    | 8 de diciembre              | Teletón Colombia de 1990                                              |                                                    |                                                    |                                                            |
| 1991                                                                                    | 24 y 25 de diciembre        | En esta Navidad, el mejor regalo para Teletón es verla por televisión | $ 150 000                                          | $ 194 000 000*                                     | Estudio 5 de Inravisión                                    |
| 1992                                                                                    | 25 de diciembre             | De pie Colombia                                                       | $ 150 000                                          | $ 170 000                                          | Hotel Tequendama (Bogotá)                                  |
| 1993                                                                                    | 25 de diciembre             | Vale la pena apoyar a Teletón, vale la pena                           | $ 150 000                                          | $ 152 984 000                                      | Hotel Tequendama (Bogotá)                                  |
| 1994                                                                                    | 25 de diciembre             | Con Teletón todo es posible                                           | $ 250 000                                          | Sin información                                    | Hotel Tequendama (Bogotá)                                  |
| 1995                                                                                    | 25 de diciembre             | Teletón Colombia de 1995                                              | $ 400 000                                          | $ 463 186 790                                      | Hotel Tequendama (Bogotá)                                  |
| No hubo evento entre los años 1996 a 2009 por interrupción del mismo.                   |                             |                                                                       |                                                    |                                                    |                                                            |
| 2010                                                                                    | 17 y 18 de diciembre        | Cuando tú te mueves, Colombia se mueve                                | $ 8 000                                            | $ 10 053 341 561                                   | Teatro Jorge Eliecer Gaitán (Bogotá)                       |
| 2011                                                                                    | 16 y 17 de diciembre        | Necesitamos que el primer paso lo des tú                              | $ 12 000                                           | $ 10 492 452 055                                   | Palacio de los Deportes (Bogotá)                           |
| Se canceló la edición 2012, aplazándose para 2013 con nueva fecha.                      |                             |                                                                       |                                                    |                                                    |                                                            |
| 2013                                                                                    | 8 y 9 de marzo              | Hagamos posible lo imposible                                          | $ 10 492 452 056                                   | $ 10 659 397 531                                   | Estudios de R.T.I. Televisión (Bogotá)                     |
| 2014                                                                                    | 28 de febrero y 1° de marzo | Creo en ti, creo en Colombia                                          | $ 10 659 397 532 (Inicial) $ 13 000 000 (Nueva)    | $ 13 001 748 128                                   | Estudios de R.T.I. Televisión (Bogotá)                     |
| 2015                                                                                    | 27 y 28 de febrero          | Mírate Colombia y verás lo mejor de ti                                | $ 13 001 748 129                                   | $ 13 062 930 883                                   | Estudios de R.T.I. Televisión (Bogotá)                     |
| 2016                                                                                    | 26 y 27 de febrero          | Nos une                                                               | $ 13 062 930 884                                   | $ 10 298 608 242                                   | Centro de Convenciones Gonzalo Jiménez de Quesada (Bogotá) |
| 2017                                                                                    | 24 y 25 de febrero          | En manos de todos                                                     | $ 10 298 608 243                                   | $ 7 605 011 199                                    | Colegio Augustiniano Ciudad Salitre (Bogotá)               |
| 2018                                                                                    | 23 y 24 de febrero          | Para seguir siendo capaces                                            | $ 7 605 011 200                                    | $ 5 365 892 607                                    | Estudios Canal RCN (Bogotá)                                |
| Se han cancelado las ediciones de 2019 y 2020, aplazándose para 2021 con nueva fecha.   |                             |                                                                       |                                                    |                                                    |                                                            |
| 2021                                                                                    | 3 de diciembre              | Teletón Renace                                                        | Sin información sobre la meta y el monto recaudado | Sin información sobre la meta y el monto recaudado | Teatro Centro Comercial Santa fe (Bogotá)                  |
| Se cancelaron las ediciones de 2022, 2023 y 2024 aplazandose para 2025 con nueva fecha. |                             |                                                                       |                                                    |                                                    |                                                            |
| 2025                                                                                    | 5 y 6 de diciembre          | Cuando Nosotros nos hacemos, Colombia se puede                        | $ 9 365 892 607                                    | Sin información                                    | Coliseo Live (Bogotá)                                      |

* La edición de 1991 completó su meta antes de tiempo, pero se desconoce el monto final; según el Diario El Tiempo, la cifra superó los 194 millones de pesos.

## Artistas invitados
La Teletón Colombia ha recibido varios personajes muy influyentes y se ha convertido en una de las Teletones más internacionalizadas ya que desde 2013 ha recibido a personalidades mundiales como Juanes, Alex Syntek, Thali García, Dulce María, Isabella Castillo, Jorge Villamizar, David Bisbal, Luis Fonsi, Belinda, Carlos Vives, Fanny Lu, Manuel Medrano, Pipe Bueno, Pipe Calderón, Alejandro González, Sebastián Yatra, Mauricio & Palo de Agua, Santiago Cruz, Camilo, Isa Mosquera, entre otros.

## Qué hace Teletón Colombia
Ofrece servicios de prevención, habilitación y rehabilitación con enfoque científico y de derechos dirigidos a la población con discapacidad física o motora, en especial atención a niños y jóvenes, promoviendo acciones que faciliten su inclusión social, apoyados en la solidaridad del país, con subsidios hasta el 100% a población vulnerable.

## Financiamiento
La gestión de Teletón es posible gracias a lo recaudado y la empresa en cada Evento. El 75% del total del recaudo corresponde a la ciudadanía y el 25% restante proviene de las empresas. Los estados financieros son de conocimiento público de forma anual en su página web: https://teleton.org.co/teleton/informes/

## Evento Teletón
El evento Teletón es un programa donde se presentan personas discapacitadas a las que Teletón ha ayudado, mientras que la población hace donaciones y se muestra de manera directa el monto total recibido.
Los aliados estratégicos son los canales de televisión privados de señal abierta; Caracol, Canal 1 y RCN que aportan a la fundación un espacio de 27 horas consecutivas. Talentos de la televisión, el espectáculo, medios de comunicación y ciudadanía en general participan en diversas actividades, sin recibir pago alguno. El compromiso es que las empresas presenten el 30% de las donaciones a Teletón y el 70% sea recibido de ciudadanía.
Antes de llegar al evento se realizan campañas de participación ciudadana, alianzas con los medios de comunicación escritos, televisivos, locales, regionales y nacionales, con el apoyo de las empresas auspiciadoras y patrocinadoras.
El recaudo logrado a través de los eventos Teletón son invertidos en la rehabilitación integral de las personas con discapacidad física o motora. Como toda entidad que ofrece servicios de salud, la Fundación Teletón es una Institución Prestadora de Salud – IPS, y en la medida que se tenga un contrato con una Empresa Promotora de Salud – EPS, se solicita un recobro al sistema de salud.

## Canales transmisores
Estos son los canales de televisión que transmiten el evento Teletón Colombia. A lo largo de los años, los siguientes canales han transmitido la Teletón (en negrita los que continúan emitiendo el programa):
- Primera Cadena (entre 1980 y 1983) / Cadena Uno (entre 1984 y 1995) / Canal 1 (desde 2018)
- Segunda Cadena Color (entre 1980 y 1983) / Cadena Dos (entre 1984 y 1992) / Canal A (entre 1992 y 1995)
- Tercera Cadena (entre 1980 y 1983) / Cadena 3 (entre 1984 y 1991) / Canal 3 (entre 1992 y 1995) / Señal Colombia (1995, desde 2021)
- Caracol Televisión (desde 2010)
- RCN Televisión (desde 2010)
- Red+ (desde 2018)
- Canal Institucional (desde 2021)

## Presidentes
La Fundación Teletón Colombia está dirigida por un directorio encabezado por un presidente; desde 2010, los presidentes han sido:
- Rafael Stand Niño (2010-2014)
- Jaime Ruiz Llano (2018-presente)

## Controversias y críticas al evento
La fundación ha sido objeto de varias críticas tanto en Colombia, México y otros países desde su creación, incluso se le pidió a la Presidencia de la República la finalización de dicho evento, pues varios sectores han manifestado que Teletón es una empresa privada que sólo se beneficia a sí misma.5
En 2015 una veintena de personas con discapacidad distintas protestaron contra Teletón8 por utilizar imágenes de personas en condiciones precarias, comercializando la sensibilidad de la población para que hagan donaciones a nombre de la empresa, ya que está libre de impuestos por ser sin ánimo de lucro.9 sin embargo, todas las personas que son imagen de Teletón, lo hacen bajo su propio consentimiento y autorización, además del agradecimiento a los servicios que la Fundación les presta gratuitamente.

En 2016, el Comité sobre los Derechos de las Personas con Discapacidad de Naciones Unidas (Comité CDPD), en sus Observaciones Finales sobre el informe inicial de Colombia, observó con preocupación "que las campañas de 'sensibilización', públicas y privadas, promovidas sobre las personas con discapacidad, tal como el Teletón y la celebración del Día Blanco reflejan el modelo caritativo de la discapacidad“. En esta línea, el Comité CDPD procedió a recomendar lo siguiente:
"El Comité insta al Estado parte a garantizar la promoción de imágenes respetuosas de los derechos de las personas con discapacidad en todas las campañas de educación pública y combatir estereotipos negativos, incluyendo mediante iniciativas privadas. El Comité recomienda al Estado parte que promueva programas permanentes de toma de conciencia y capacitación acerca de los derechos y la dignidad de las personas con discapacidad dirigidos a funcionarios públicos en todos los niveles, operadores de justicia, personal policial y defensa civil, medios de comunicación y sociedad colombiana en general, en consulta estrecha con organizaciones de personas con discapacidad".
En 2017, el Consejo Nacional de Discapacidad (CND), como nivel consultor y de asesoría institucional del Sistema Nacional de Discapacidad en Colombia, expidió el Comunicado n.º 05 titulado "No realización de campañas bajo criterios asistencialistas y de conmiseración", en atención a las preocupaciones manifestadas por el Comité CDPD. Por medio de este comunicado, el CND invitó a la organización Teletón y a los canales de comunicación privados que acompañan el evento televisivo, a entablar un diálogo constructivo respecto de las recomendaciones del Comité de Naciones Unidas.